# 野田村 (愛知県)
野田村（のだむら）は、愛知県渥美郡にあった村である。現在の田原市の一部に該当する。
渥美半島の村であり、三河湾に面する。港として馬草港がある。

## 沿革
- 江戸時代末期、この地域は田原藩領、寺社領などであった。
- 1878年（明治11年） - 上野田村と下野田村が合併し、野田村となる。
- 1889年（明治22年）10月1日 - 芦村、仁崎村、大久保村と合併し、改めて野田村となる。
- 1891年（明治23年）4月15日 - 野田村から大久保村[1]が分立する。
- 1955年（昭和30年）1月1日 - 田原町、神戸村と合併し、改めて田原町となる。

## 学校
- 野田村立野田小学校（現・田原市立野田小学校）
- 野田村立野田中学校（後に田原市立野田中学校、2016年に田原市立田原中学校へ統合)[2]
- 愛知県立成章高等学校野田分校（廃止）

## 交通機関
- 1926年に黒川原駅（田原町）まで開業した渥美電鉄が渥美線を福江町、伊良湖岬村方面へ延伸させる計画を持っていたが、資金難で幻となった[3]。その後、鉄道省が延長計画を引継ぎ、野田村内には、三河野田駅、馬草駅の開設が予定されていた。しかし、太平洋戦争の物資不足で工事は中断。未成線となっている。

## 神社・仏閣
- 阿志神社
- 法光院
- 西円寺
- 運昌寺
- 興国寺